# Bandera de Sierra Leone
La bandera de Sierra Leone és oficial des del 27 d'abril de 1961. És una bandera de tres bandes horitzontals verda, blanca i blava.
El verd representa l'agricultura, les muntanyes i els recursos naturals. El blau representa l'esperança de la pau que entén aportar Freetown, la capital, a la resta del món. El blanc recorda la unitat i la justícia.